# Coulis (maçonnerie)
Pour les articles homonymes, voir coulis.

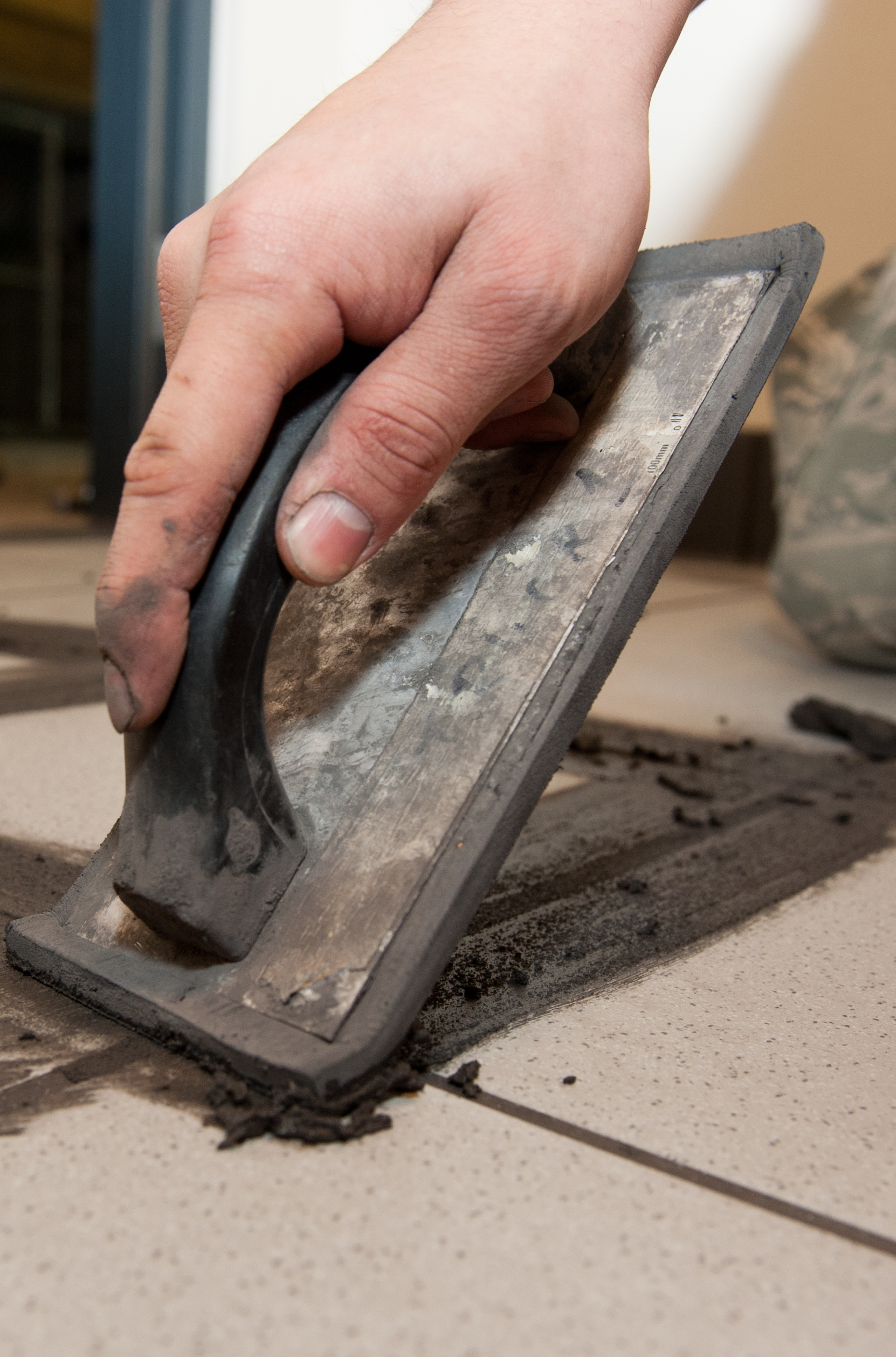
Application de coulis

Le coulis est un mélange très fluide de ciment, d'eau et éventuellement d’adjuvants. Il est utilisé pour renforcer des fondations, réparer des fissures dans des structures ou renforcer une maçonnerie de pierre dont les joints sont endommagés.
Par sa proximité physico-chimique avec le mortier ou le béton, il peut être assimilé à ceux-ci.
En restauration de peinture murale, la technique d'injection de coulis a été adaptée pour consolider les enduits peints en les refixant sur la maçonnerie. Il existe différents types de coulis. Ils peuvent être préparés par le restaurateur à partir de différents liants inorganiques (chaux hydraulique, chaux aérienne, terre crue) en mélange avec des charges fines (pouzzolane, sable fin, poudre de pierre ponce, silice micronisée, etc.) et parfois avec des liants organiques naturels ou synthétiques. Ou bien, le restaurateur achète des coulis prêts à l'emploi chez des fournisseurs spécialisés. Les coulis sont injectés généralement avec des seringues et des aiguilles. 